# Pedro Casella
Pedro Casella (* 31. Oktober 1898 in Montevideo; † 18. Juni 1971) war ein uruguayischer Fußballspieler.

## Verein
Torwart Casella gehörte mindestens 1921 und 1923 dem Kader des seinerzeit seit dem Aufstieg des Jahres 1918 in der Primera División spielenden Vereins Belgrano an. 1923 erreichte man mit dem vierten Tabellenplatz die beste Saisonabschlussplatzierung der Vereinsgeschichte. 1924 ist für ihn eine Station bei den Rampla Juniors verzeichnet. 1931 gehörte er dem ebenfalls in Montevideo beheimateten Verein Sud América an und nahm an dessen Brasilien-Tournee teil.

## Nationalmannschaft
Er gehörte der uruguayischen A-Nationalmannschaft an. Insgesamt absolvierte er von seinem Debüt am 9. Oktober 1921 bis zu seinem letzten Spiel für die Celeste am 2. Dezember 1923 sieben Länderspiele, in denen er neun Gegentreffer hinnehmen musste. Der als Ersatzmann für Andrés Mazzali ohne Einsatz gebliebene Casella feierte mit dem Kader der Celeste bei den Olympischen Sommerspielen 1924 seinen größten Karriereerfolg. Man wurde Olympiasieger. Auch nahm er mit der Nationalelf an der Südamerikameisterschaft 1921 (ein Einsatz), 1923 (drei Einsätze) und 1924 (kein Einsatz) teil. Bei den beiden letztgenannten Turnieren gewann Uruguay den Titel. Ebenfalls bei der Copa Gran Premio de Honor Uruguayo und der Copa Gran Premio de Honor Argentino  des Jahres 1923 kam er zum Einsatz.

## Erfolge
- Olympiasieger 1924
- 2× Südamerikameister (1923, 1924)